# Euro OverNight Index Average
L'Euro OverNight Index Average (in acronimo EONIA), rappresenta la media ponderata dei tassi overnight applicati su tutte le operazioni di finanziamento non garantite, concluse sul mercato interbancario dalle principali banche europee ed è prezzato da due giorni fino a due anni.

## Caratteristiche
È uno dei due benchmark utilizzati per il mercato monetario e di capitali nell'euro zone (Euribor).
È composto da un tasso fisso ed uno variabile: quello fisso è un costo che viene pagato all'inizio dell'operazione, mentre alla fine del periodo concordato fra le controparti, viene eseguito un netting dei tassi variabili. 
La principale differenza tra i benchmark Eonia ed Euribor è nella scadenza. Poiché il primo è una media decisa ogni giorno dai principali istituti europei del tasso d’interesse col quale si concedono reciprocamente prestiti in euro per un periodo di un giorno (scadenza overnight), Eonia è più variabile rispetto l'Euribor, quindi più suscettibile al mercato. Al contrario il tasso di rifinanziamento marginale è un tasso fissato dalla Banca centrale europea e presenta un andamento meno volatile in quanto non cambia ogni giorno.
Inoltre, il tasso sui depositi è sempre minore rispetto al tasso di rifinanziamento marginale e al REFI, altrimenti, il bilancio della BCE sarebbe sempre in perdita, in quanto le condizioni di rendimento sarebbero superiori alle condizioni di finanziamento.

## Variazioni
Il benchmark Eonia era il 2.6% il 15 giugno 2006, due anni dopo, il 5 giugno 2008, è pari al 4%. Come conseguenza della crisi dei mutui subprime lo spread tra il Bid e l'Ask si allargò notevolmente perché tra le banche non c'era più fido.
Dal 2014, in seguito alla fissazione dei tassi overnight al -0,15%, il benchmark Eonia ha valori negativi. Tuttavia, in alcuni prodotti finanziari si considera come tasso minimo (floor rate) lo 0%.
Al 2 gennaio 2015 il valore era del -0.079% al 2 gennaio 2016 era pari a -0.241%, al 2 gennaio 2017 era pari a -0.356%, al 2 gennaio 2018 era pari a -0.370%.

## Fine dell'adozione
L'articolo n.51 del regolamento approvato dall'European Securities and Market Institute (European Benchmark Regulation) nel 2016 prevede che si possano continuare ad utilizzare, per i nuovi contratti, i benchmark già in utilizzo al 30 giugno 2016 (quindi anche l'Eonia) fino al 1º gennaio 2020, a cui si potrebbe aggiungere un periodo di transizione di ulteriori 2 anni, in attesa della definizione di nuovi benchmark, a giugno 2018 ancora in fase di discussione.